# مج سینکلیر
مَج سینکلِیر (انگلیسی: Madge Sinclair؛ ۲۸ آوریل ۱۹۳۸ – ۲۰ دسامبر ۱۹۹۵) هنرپیشه اهل جامائیکا بود. وی بین سال‌های ۱۹۷۲ تا ۱۹۹۵ میلادی فعالیت می‌کرد.
از فیلم‌هایی که وی در آن نقش داشته است، می‌توان به شیرشاه و سفر به آمریکا اشاره کرد.